# Badula barthesia
Badula barthesia (Lam.) A.DC. – gatunek roślin z rodziny pierwiosnkowatych (Primulaceae). Występuje endemicznie na wyspie Reunion. 

## Morfologia
PokrójZimozielone drzewo lub krzew. Dorastające do 6 m wysokości.
LiścieBlaszka liściowa jest nieco skórzasta i ma odwrotnie jajowaty lub eliptyczny kształt. Mierzy 8–19 cm długości oraz 3–7 cm szerokości, jest całobrzega, ma stłumioną nasadę i ostry lub tępy wierzchołek. Ogonek liściowy jest nagi i ma 5–15 mm długości.
KwiatyZebrane w wiechach o długości 5–15 cm, wyrastają z kątów pędów. Mają 5 działek kielicha o trójkątnym kształcie i dorastające do 1 mm długości. Płatków jest 5, są odwrotnie jajowate i mają białą barwę oraz 2–3 mm długości.
OwocPestkowce mierzące 6-7 mm średnicy, o kulistym kształcie.